# Протести у Загребу 1918.
Народна стража, оружана сила Државе Словенаца, Хрвата и Срба, и соколски добровољци ступили су у протест и оружани сукоб против припадника 25. домобранског пјешадијског пука Краљевског хрватског домобранства и 53. пјешадијског пука Аустроугарске заједничке армије, четири дана након проглашења Краљевства Срба, Хрвата и Словенаца. Припадници Народне страже су зауставили војнике на Тргу бана Јелачића у Загребу.
Разлози протеста и сукоба нису добро документовани, али војници који су улицом Илицом кренули од Рудолфове касарне према централном градском тргу узвикивали су пароле против српског краља Петра I и пароле подршке републиканизму и предсједнику Хрватске пучке сељачке странке Стјепану Радићу. Када су војници стигли до Трга бана Јелачића, услиједили су кратки преговори, а онда је услиједио оружани сукоб. Већина од осамнаест погинулих су били војници, а мртви демонстранти су означени као Децембарске жртве (хрв. Prosinačke žrtve). Сматрајући их непоузданим, Народно вијеће је прво распустило ова два пука, а затим све бивше аустроугарске јединице са сједиштем у земљи. Народно вијеће се ослонило на Српску војску ради образовања јединица које ће замијенити недавно распуштене.
Франковци су искористили овај догађај да прикажу стварање заједничке јужнословенске државе и друге догађаје из 1918. као национално понижење, тврдећи да је тиме подстакнута „култура пораза” међу Хрватима. Франковци су тврдили да је „култура пораза” исход низа политичких неуспјеха и да ће они дати прилику разочараном народу и игнорисаним бившим аустроугарским официрима да се искупе за своје поразе. Тако је „култура пораза” допринијела успону усташа као крајње десничарске паравојске, а касније и нацистичких колаборациониста током окупације Југославије у Другом свјетском рату.

## Позадина

### Пад Аустроугарске и грађански неред
Посљедњих дана Првог свјетског рата, од 5. до 6. октобра 1918, политичке странке које су заступале интересе Словенаца, Срба и Хрвата у Аустроугарској организовале су се у Народно вијеће Словенаца, Хрвата и Срба са сједиштем у Загребу, с циљем проглашења независности од Двојне монархије. Народно вијеће је прогласило Државу Словенаца, Хрвата и Срба, која је обухватала територије Словеначких земаља, Хрватску и Славонију, Далмацију и Босну и Херцеговину, и овластило је Југословенски одбор, интересну групу која се залагала за уједињење претходно хабзбуршких јужнословенских подручја са Краљевином Србијом, да заступа Вијеће у иностранству. Предсједник Народног вијећа Антон Корошец отпутовао је из Загреба на Женевску конференцију са српским представницима, на којој се разговарало о начину уједињења.
У то вријеме, аустроугарски дезертери познати као „Зелени кадар” изазивали су талас криминала на селима. До септембра 1918. било је око 50.000 дезертера међу Хрватима и Србима. Већина је била активна у Хрватској и Славонији, гдје је насиље достигло врхунац између 24. октобра и 4. новембра. У том периоду дошло је до побуне у Пожеги. У оближњој Ораховици су се међусобно сукобила два аустроугарска пука, један бохемски и други далматински. Градски званичници су извијестили да су неки војници стали на страну бољшевика. Насиље се брзо ширило и елементи 23. пука и 28. пука Краљевског хрватског домобранства придружили су се пљачки Осијека. Побуњеници су такође учествовали у пљачкањима у Петроварадину, Пакрацу, Дарувару и Жупањи, иако су сељаци и (претежно сељачки) Зелени кадар били одговорни за већину пљачки.
Народно вијеће је оклијевало са осудом насиља, а покушаји Савјета да заустави пљачкаше распоређивањем ad hoc, мјесно успостављених милиција, било је недјелотворно, јер су многи припадници милиција такође пљачкали. Због тога се Народно вијеће ослањало на српске ратне заробљенике (које је заробила Аустроугарска војска током рата) и 5. новембра је послало делегацију у команду Српске војске, да затражи да српски војници успоставе ред у Хрватској и Славонији. Народно вијеће, којим је до тада доминирала Хрватско-српска коалиција предвођена Светозаром Прибићевићем, за немире је дјелимично окривила бољшевике и Хрватску пучку сељачку странку (ХПСС) на челу са Стјепаном Радићем. Повезивање ХПСС-а са народним незадовољством, касније је помогло ХПСС-у да у међуратном периоду постане најуспјешнија хрватска политичка странка. Сељаци који су били активно укључени у октобарско-новембарске немире, погрешно препознајући републиканизам као средство за укидање војне службе и пореза, навели су то као свој коначни политички циљ.

### Федерација против централизоване уније са Србијом
Постојала су два главна приступа уједињењу Јужних Словена. Док се Југословенски одбор Анте Трумбића залагао за федерални систем власти, предсједник Министарског савјет Краљевине Србије Никола Пашић је желио централизованију државу.  Пашић је пријетио да ће освојити и припојити већински српске територије Аустроугарске, како би створио Велику Србију, уколико Трумбић не прихвати централизовану државу. Под притиском Тројне антанте, Пашић је пристао да подржи федералну јужнословенску државу током новембарске конференције у Женеви 1918, али је Србија одбацила споразум, или због противљења регента пријестолонасљедника Александра, или због схеме коју је осмислио Пашић да одбије притисак Антанте и поткопа ауторитет Корошеца.
Убрзо након окончања Женевске конференције, Народно вијеће је саопштило да је осујетило покушај државног удара хапшењем генерала пјешадије Антона Липошћака. Италијанска војска је заузела Ријеку и приближила се Љубљани. Без средстава којим би зауставили напредовање Италијана, Народно вијеће је страховало да ће италијанско присуство на источном Јадрану постати трајно. Народни савјет је послао делегацију регенту пријестолонасљеднику Александру, које би брзо уговорило уједињење Југославије на федералној основи. Делегација је занемарила упутстава Народног вијећа, којим би захтијевала уставне гаранције, како се обратила регенту пријестолонасљеднику 1. децембра. Александар је прихватио понуду уједињења у име краља Петра I и Краљевство Срба, Хрвата и Словенаца је успостављено без икаквог договора о природи уједињења.

### Оружане снаге у Загребу
Народно вијеће је 27. октобра 1918. основало Народну стражу у припреми за сједницу Хрватског сабора који је два дана касније прогласио отцјепљење од Аустроугарске. Народну стражу су чинили добровољци из универзитетских стражарских организација и хрватских и српских соколских друштава, подређени Повјеренству за јавни ред и сигурност у Загребу на челу са Будиславом Гргом Ангјелиновићем, а непосредно под командом Лава Мацуре. Снаге је ојачао и одред бивших морнара Аустроугарске морнарице. Покушаји да се на селима организује Народна стража за борбу против грађанских нереда показали су се недјелотворним.
Држава Словенаца, Хрвата и Срба формално је успоставила своју војску 1. новембра, три дана након проглашења независности, од аустроугарских јединица стационираних на територијама новоформиране државе. 25. пјешадијски домобрански пук Краљевског хрватског домобранства и 53. пјешадијски пук Заједничке војске са штабом у Загребу положили су заклетву Народном вијећу. Вијеће је сматрало да су војници који се враћају из рата након тога датума такође везани истом заклетвом. 25. пук се управо вратио из борби у Међимурју у име Народног вијећа, а оба пука су без инцидената одржавала сигурност у Загребу. Без обзира на то, многи војници стационирани у Загребу подржавали су републику; републиканске идеје су се шириле под утицајем Радића и повратника из Русије послије Октобарске револуције. Почетком децембра 1918. 25. пук којим је командовао пуковник Миливој Кућак, имао је 210 официра и 578 војника у Загребачкој касарни Краљевског домобранства у улици Илица, док је 53. пук имао 442 војника стационирана у граду, у Рудолфовој касарни. 53. пук, којим је командовао пуковник Мирко Петровић, 37. пољски артиљеријски пук бивше Заједничке војске и 6. пољски артиљеријски пук Домобранства, такође су били стационирани у граду. 37. пољски артиљеријски пук имао је 22 официра и 142 војника, док је 6. пољски артиљеријски пук имао 46 официра и 21 војника у Загребу. Народна стража имала је у то вријеме око 500 наоружаних припадника у Загребу, ојачану пуком од 1254 војника, којег су чинили бивши ратни заробљеници Српске војске. У новембру је потпуковник Душан Симовић распоређен у Загреб као изасланик Српске војске, а 3. батаљон 7. пука Српске војске је до краја мјесеца стигао у Загреб.

## Увод
Народно вијеће је 3. децембра прогласило Закон о уједињењу. У сарадњи са загребачким мјесним властима, спонзорисала је неколико јавних прослава уједињења по угледу на масовне прославе проглашења независности Државе Словенаца, Хрвата и Срба од Аустроугарске крајем октобра. Према хрватском историчару Рудолфу Хорвату, свечаности су организоване немарно и на „улицама се вријеђало све што је хрватском народу мило и свето.” Истог дана, из оближњег Бјеловара стиже извјештај да су се јединице стациониране у том граду побуниле након објаве уједињења. Представник Народног вијећа у граду је извијестио да су војници узвикивали пароле против краља и подржавали републиканизам. Кућак и Петровић су обавијестили замјеника комесара за одбрану Народног вијећа Николу Винтерхалтера о прорепубликанском расположењу међу трупама стационираним у загребачким касарнама.
Користећи широко распрострањено разочарење, Странка права је 2. децембра саставила и подијелила проглас у којем осуђује процес уједињења као недемократски. Страначки дневни лист Хрватска објавио је два дана касније да ће Странка права наставити да се залаже за уједињење слободних и независних држава Словенаца, Хрвата и Срба у федералну републику. Као одговор, власти су заплијениле тај материјал и забраниле страначки дневни лист. Странка је умјесто тога дистрибуирала манифест као летак. У јутарњим часова 5. децембра у Загребачкој катедрали одржана је молитва Te Deum у част прославе успостављања Краљевства Срба, Хрвата и Словенаца.

## Протест

### Од касарни до трга бана Јелачића
У поподневним часовима 5. децембра, дио војника 53. пука напустио је Рудолфову касарну у западном Загребу и кренуо ка Тргу бана Јелачића. На путу су се зауставили испред домобранске касарне у Иличкој улици, гдје су им се придружили поједини припадници 25. пука. Војницима су се придружили и цивили. Војници су носили пушке и два митраљеза из обје касарне, а пратио их је дванаесточлани војни оркестар 25. пука. Учесници поворке су намјеравали да прогласе хрватску републику, а били су испровоцирани прославама уједињења. У каснијој оптужници за чин побуне наведено је да је учествовало 250 војника, али је стварни број био око 400, по 200 из сваког пука.
Протествујући због уједињења са Србијом, војници су шетали Иличком улицом носећи хрватску заставу и узвикујући „Живјела република!”, „Живио Радић!”, „Доле краљ Петар!”, „Доле династија!”, „Живјела сељачка странка!”, „Доле милитаризам!”, „Живјела хрватска република!” и „Живјела бољшевичка република!”. Власти су касније такође извијестиле да су демонстранти тражили ослобађање генерала Липошћака. Према хрватском историчару Миславу Габелици, нејасно је да ли су војници протествовали против самог уједињења или начина на који је оно изведено. Габелица такође тврди да су протест дјелимично подстакли разни разлози за незадовољство, као што су широко распрострањено сиромаштво и безвлашће у земљи, као и спољни актери као што су италијанске обавјештајне службе.
Већина извора се слаже да су демонстранти стигли до Трга бана Јелачића у 14 часова. Неке трупе лојалне власти биле су распоређене на крају Иличке улице, да би спријечиле улазак на трг, али су брзо попустиле. По доласку на трг, припадници 25. и 53. пука поставили су два митраљеза на средиште трга, а два на почетку Иличке улице — код Гајеве улице и Октогона. Војни оркестар је заузео позицију на тргу код Дуге улице (данас улица Павла Радића) и свирао Лијепа наша домовино.

### Оружани сукоб на тргу
О планираном протесту власи су обавијештене најкасније у 11.30 часова на сами дан одржавања протеста и са трга су склониле људе прије доласка војника. Војнике и цивиле који су се придружили протесту чекали су наоружани припадници Народне страже и соколски добровољци, скривени у околним зградама. Према скорашњима владиним извјештајима, 60 припадника Народне страже било је распоређено на сјеверној страни трга; у кући Поповића (тада на броју 4, бројеви су се од тада промијенили) и код куће број 6 — са постављеним митраљезом у свакој згради. Према том извјештају, код куће Поповића било је 20 војника, док су остали заједно са Ангјелиновићем заузели положаје код друге зграде. Према свједочењу наредника Драгутина Мачуке из 1926, власти су на тргу распоредиле 160 војника (припадници Народне страже и соколски добровољци). Штаб је постављен у кући број 6 са додатним снагама код куће Поповића и куће Фелер (у броју 21, на углу Јуришићеве улице) на источној страни трга. Мачукину процјену бројности снага поткрјепљује свједочење соколског добровољаца Бранка Којића, који је рекао да је ангажовано 60 соколских добровољаца и 100 припадника Народне страже. Прво су одржани кратки преговори. Према изјавама свједока, Кућак и потпуковник Славко Кватерник отишли су у кућу Поповића и покушали да смире ситуацију. Према ријечима Кватерника, они су наговорили Мацуру да каже припадницима Народне страже у тој кући да не пуцају. Кватерниковом исказу противрјече се и други који су цивила Здравка Ленца идентификовали као команданта Народне страже у кући Поповића.
Према свједочењу на суђењу, припадници 25. и 53. пука су заузели кућу Поповића и ту поставили митраљез. Различита свједочења нису се усагласила у погледу да ли је други митраљез постављен на балкон сусједне куће (број 5) или на кућу број 6, како је наведено у званичним савременим извјештајима. Свједоци се слажу да су војници напустили кућу Поповића да би заробили још један митраљез, да је унутар те зграде избила пуцњава, а митраљез је пуцао на војнике на тргу. Каснијим прегледом трагова од метака на фасадама утврђено је да је кућа број 6 била главна мета војничке ватре, а друга свједочења су у ту кућу смјестила Ангјелиновића, који је издао наређење митраљеској посади да пуца на војнике. Кватерник и други свједоци су навели да је трећи митраљез пуцао из куће Фелер и да је убио војника који био у митраљеском гнијезду који су побуњеници поставили испод споменика Јосипу Јелачићу на тргу. У свом свједочењу из 1947, Кватерник је рекао да је Народна стража имала митраљез на јужној страни трга код куће број 27 на углу данашње Прашке улице, али ниједан други извор не подржава ту тврдњу.
Окршај је окончан око 15 часова. Већина демонстраната се разишла и побјегла, а поједини преживјели су ухапшени. У пуцњави или од задобијених рана, погинуло је осамнаест људи. Међу погинулим су двојица припадника Народне страже (обојица чланови Сокола), неидентификовани српски војник за кога Симовић каже да није био активни учесник сукобу, и два цивила. Симовић је 7. децембра од својих претпостављених затражио да остатак 7. пјешадијског пука распореди у Загреб из безбједносних разлога. Извјештаји војног тужиоца и форензичких вјештака од 6. децембра указују на 15 погинулих и 13 рањених. Троје повријеђених преминуло је од задобијених рана након објављивања извјештаја. Накнадно суђење је идентификовало каплара Рудолфа Сентмартонија као вођу војничког протеста, заједно са наредним Иваном Перчићем, десетаром Мартином Мурком, неименованим капларом у 6. пољском артиљеријском пуку и неидентификованим цивилом. Нико од њих није ухапшен, изузев Перчића, који је осуђен за побуну на шест година затвора. Хорват је 1941. писао о сукобу. За разлику од других извора, Хорват је навео да су постојала два митраљеза — један је пуцао са крова куће Гнезда, поред куће Фелер, и један са посљедњег спрата болнице (касније замијењена Иличким небодером). Извјештаји о правцу митраљеске ватре које су дали преживјели војници су супротни су Хорватовим тврдњама.

## Насљеђе
Народно вијеће је 5. децембра увече распустило 25. и 53. пук, а окршај и афера Липошћак су наведени као основа за ограничење инклузије хрватских официра који су раније служили у аустроугарским оружаним снагама у новој армији због непоузданости. Народно вијеће је 10. децембра распутило све оружане јединице који су формално биле под њеном командом, укључујући све бивше хрватске јединице у саставу Аустроугарске армије и морнарице. Вијеће је истог дана овластило мисију Српске војске да успостави нове јединице које би замијениле распуштене. Мисија је наставила са успостављањем нових структура интегрисаних са остатком новог краљевства.
Народно вијеће је 5. децембра увело цензуру и забранило посљедње преостале опозиционе новине, Дом који је издавала Хрватска пучка сељачка странка. Власти су такође ухапсиле Иву Елеговића и Владимира Сакса Петровића као вође франковске прорепубликанске фракције Странке права. Франковци су наводили догађаје од 5. децембра као доказ хрватског одбијања да образују заједничку државу са Србијом, а побуну војника приказали су као оправдање за политичко супротстављање франковаца Краљевству Срба, Хрвата и Словенаца. Годишњицу протеста обиљежила је опозиција у супротности са званичним прославама уједињења које су одржаване 1. децембра. Војници 25. и 53. пука који су погинули на Тргу бана Јелачића названи су Децембарским жртвама, а приказани су ко мученици за независност Хрватске. Покушавајући да искористе запажено широко распрострањено противљење уједињењу, франковци су основали емигрантски Хрватски комитет с циљем одржавања слободних избора у хрватским земљама, и нагласили да се Странка права, нарочито франковци, залажу за разлог за који су пале Децембарске жртве. Протест и убиства 5. децембра допринијели су напорима франковаца да развију „културу пораза” која приказује догађаје из 1918. као понижење које се мора осветити. То је омогућило вођама франковаца 1920-их, посебно Анти Павелићу, да незадовољним људима и заборављеним бившим аустроугарским официрима понуде шансу да се „искупе” као припадници усташа, крајње десничарске паравојске и касније нацистичких колаборациониста.
Двојица убијених припадника Народне страже сахрањени су почастима на загребачком гробљу Мирогој. Хрватско женско друштво је покренуло је 1932. иницијативу да се тијела убијених војника и цивила (не припадника Народне страже) пренесу из појединачних гробница на Мирогоју у заједничку крипту. Друштво је подигло споменик убијенима на гробљу, Југославије није дозволила пренос посмртних остатака, што је урађено након успостављања Независне Државе Хрватске (НДХ), тачније у децембру 1941. године. Павелић је 26. августа 1941. прогласио „600 револуционара” који су учествовали у протестима 5. децембра 1918. резервним батаљоном Усташке војнице, првобитно церемонијалном јединицом. Јединица којом је командовао Иван Перечић је касније преименована у Почасни батаљон. НДХ је жељела да приказе Децембарске жртве као симбол отпора уједињењу са Србијом, али се њемачки војни изасланик у НДХ Едмунд Глез фон Хорстенау жалио да је тај догађај у суштини комунистичко дешавање. Одобрене су спомен-медаље 1942. за учеснике протеста и право ношења су добиле 402 особе (25 постхумно). На Тргу бана Јелачића 1943. подигнут је споменик у знак сјећања на 25. годишњицу протеста. Комунистичке власти су до 1947. уклониле све споменике са Трга бана Јелачића, укључујући и споменик бану Јосипу Јелачићу. Удружење хрватских ветерана из Другог свјетског рата Хрватски домобран поставила је плочу на бившу кућу Фелер (сада број 11) 2003. у знак сјећања на протест из 1918. године.